# Tereza Králová
Tereza Králová (* 22. října 1989 Brno) je česká atletka, reprezentantka v hodu kladivem.
Začínala v AC Moravské Slávii Brno. Na jaře 2006 odešla do Hvězdy SKP Pardubice, ale v roce 2013 přešla do Univerzitního sportovního klubu Praha.
Na Mistrovství Evropy v atletice do 23 let v roce 2011 skončila na 7. místě. Na Mistrovství Evropy v atletice 2012 v Helsinkách se umístila na 12. místě. Na Mistrovství světa v atletice 2013 skončila na 24. příčce a na Mistrovství Evropy v atletice 2014 nepostoupila z kvalifikace.
Studovala na Fakultě sportovních studií MU v Brně, bakalářský titul v oboru Regenerace a výživa ve sportu i magisterský titul v oboru Učitelství tělesné výchovy pro základní a střední školy získala v roce 2015.

## Osobní rekordy
- hod kladivem: 70,21 m